# Constantin Starîș
Constantin Starîș (n. 25 octombrie 1971, Brînzenii Noi, Telenești) este un jurnalist și politician din Republica Moldova, care a îndeplinit funcția de deputat în Parlamentul Republicii Moldova de legislatura a XIX-a (2010-2014), pe listele Partidului Comuniștilor din Republica Moldova.
A candidat la funcția de deputat și la alegerile parlamentare din 30 noiembrie 2014, de pe poziția a 36-a în lista PCRM, dar nu a reușit acceadă în parlament.

## Biografie
Constantin Starîș a absolvit facultatea de jurnalism de la Universitatea de Stat din Moldova.
Din 1992 lucrează la televiziune. Din 12 octombrie 1997 până la 2 octombrie 2010 a fost prezentator al emisiunii analitice de limbă rusă „Резонанс”, difuzată pe posturile TV Moldova 1 și NIT. 
În iunie 2009, Starîș a recunoscut că, fiind autorul filmului electoral pro-comunist “Atac asupra Moldovei” (apărut după protestele de la Chișinău din aprilie 2009), a montat convorbirile telefonice ce aparțin vicepreședintelui PL Dorin Chirtoacă și omului de afaceri Gabriel Stati, în așa fel, pentru a lăsa să se înțeleagă că liderii opoziției ar fi organizat violențele din 7 aprilie. 
În noiembrie 2009 el a fost demis din funcția de președinte al Telecompaniei “MIR-Moldova”, reprezentanță a Companiei interstatale „Mir”. Din 2013 Starîș prezintă emisiunea „Третий микрофон”, de pe canalul Accent TV.
Constantin Starîș este căsătorit cu Ecaterina și are doi copii, Gavril și Alexandra. Este vorbitor de limbă rusă. Tatăl său este originar din Ucraina, din satul Velîka Kisnîțea, raionul Iampil, regiunea Vinnița. Pe 3 ianuarie 2013, tatăl său s-a stins din viață, la vârsta de 80 de ani.